# Линукс-Либре
Линукс-Либре (/ˈlɪnəks ˈliːbrə/) је оперативни систем кернел и ГНУ пакета који се одржава од модификованих верзија Линукс језга. Циљ пројекта је да се уклони из Linux језгра било који софтвер који не укључује њен изворни код, већ има маскирани код, или је објављен под власничким лиценцама.
Делови који немају изворни код зову се бинарне мрље и углавном су власници фирмвер који док се редистрибуирају, не дају кориснику слободу да модификују, деле или проучавају.

## Историја
Линукс језгро почиње укључивање бинарне мрље 1996. Радови на брисању бинарних мрља почињу у 2006 са gNewSense-овим фирмвер и ген-језгром. Овај посао је додатно одузет од BLAG Линукс дистрибуције у 2007 где је првобитно створен Линук- бесплатно.
Линук-Либре је први пут објављен од стране фондације за слободни софтвер Латинске Америке (ФСФЛА), а затим усвојен од стране фондације за слободни софтвер (ФСФ) као драгоцена компонента за тотално слободне Линукс дистрибуције. Постаје ГНУ пакет у Марту 2012 године. Александре Олива је одржавао пројекат.

## Власничко уклањање фирмваре

### Методе
Процес уклањања се постиже уз помоћ скриптог језика под називом деблоб-маин. Ова скрипта је инспирисана од стране gNewSense. Џеф Мо створио је накнадне измене да испуне одређене услове за њихово коришћење са BLAG Линукс и ГНУ дистрибуцијом. Ту је и још једна скрипта под називом деблоб-провера, која се користи за проверу изворног податка језгра,  закрпе или компресованог изворног фајла који поседује софтвер који је заштићен.

### Ефекти
Поред примарног жељени ефекат вођења система само са слободним софтвером, практичне последице уклањања уређаја фирмваре где кориснику није дозвољено да студира или модификује где оба имају позитивне и негативне ефекте .
Предности укључују уклањање уређаја фирмваре кјоји не могу бити ревизирани за багове, безбедносни проблеми и злонамерне операције (као што је бекдор), или фиксан од стгране Линук језгра одржаваних са своје стране, чак и ако их познају. Могуће је да цео систем буде угрожен од стране злонамерног фирмваре и то без способности за обављање безбедног ревизирања од стране произвођачаy, где невини багови могу угрозити безбедност текућег система.
Лоша уклањања власника фирмваре из језгра је у томе да ће изазвати губитак функционалности појединих хардвера, који нема бесплатну замену софтвера где је доступан. Ови ефекти утичу на звук, видео, ТВ картицу, и интернет (нарочито бежични) картице, као и неке друге добре уређаје. Када је могуће, бесплатна замена софтвера фирмваре даје замену као сто је openfwwf за b43, carl9170 и ath9k_htc драјвери за бежични интернет.

## Доступност
Изворни код и компајлер пакети од стране деблобед Линукс језгра су доступни директно из расподеле коју користе Линук- бесплатне скрипте. Фреед-ора је подпројекат који припрема и одржава РПМ пакете базирани на Федора језгрима. Ту су такође прекомпајлирани пакети за Дебијан и изведене дистрибуције као што је Убунту.

## Дистрибуција
Дистрибуције у којима се Линук-Либре, користи као основно језгро су:
- Драгора ГНУ/Линукс-Либре[15]
- dyne:bolic[16]
- Дистрибуција Гуикс система[17]
- Мусих[18]
- Парабола ГНУ/Линукс-Либре

Дистрибуције у којима је Линук основно језгр, такође предлажу Линук-бесплатно као алтернативно језгро:
- Арч Линукс[19]
- КанаимаОС[20]
- Џенту Линукс